# Pierre Lavedan
Pierre Lavedan (Boulogne-sur-Seine, 29 de maig de 1885 - Malakoff, 31 de març de 1982) fou un historiador i historiador de l'urbanisme francès.

## Vida
Va estudiar a l'École Normale Supérieure (1906) i obtingué després el doctorat (1926). Fou professor d'alguns instituts i després a les universitats de Tolosa, Montpeller i a la Sorbona, on fou catedràtic d'art modern (1939-55).
Va ser professor a l'École des Beaux-Arts, a l'Institut d'Urbanisme de la Universitat de Brussel·les, a la Universitat de Tubinga i a l'Institut d'Art et d'Archéologie de Paris.
El 1942, fou nomenat director de l'Institut d'urbanisme de Paris (1942-65) i també fou director de la revista La Vie Urbaine, fundada el 1919.
Pierre Lavedan va escriure nombrosos articles i llibres sobre història de l'urbanisme, i, en general, sobre història de l'art. Intervingué en les activitats de la Fundació Cambó i diverses de les seves publicacions són de tema català. També publicà sobre la història de l'urbanisme a París.
Des de 1935 fou membre corresponent de la Secció Històrico-Arqueològica de l'Institut d'Estudis Catalans.

## Publicacions
- Qu'est-ce que l'urbanisme ?, A. Taffin-Lefort, 1926
- Histoire de l'urbanisme, Éditions Laurens, Paris, 3 vol.
- La Catalogne a l'époque romane. conférences faites à la Sorbonne en 1930, 1932
- L'architecture gothique religieuse en Catalogne, Valence et Baléares 1935
- Palma de Majorque et les îles Baléares. Paris, H. Laurens, 1936
- Géographie des villes, Paris, Gallimard, 1936
- Un certain Paris de Schwarz-Abrys, Éditions Galerie Delpierre, Paris, 1947
- Représentation des villes dans l'art du moyen âge 1954
- Les villes françaises, Paris, Vincent et Fréal, 1960
- Histoire de l'urbanisme à Paris, Paris, Hachette, 1975, (volum de la Nouvelle histoire de Paris)
- Léonard Limosin et les émailleurs français, Librairie Renouard: Éditions Henri Laurens
- La question du déplacement de Paris et du transfert des Halles au conseil municipal sous la monarchie de Juillet, Ville de Paris Commission des travaux historiques, 1969
- Existe-t-il un urbanisme roman?
- Églises néo-gothiques